# Base Aérea Tte. 2° Mario W. Parallada
La Base Aérea Teniente 2.° Mario Walter Parallada es un base aérea de la Fuerza Aérea Uruguaya que se encuentra ubicada en el Aeropuerto Internacional de Alternativa de Santa Bernardina, Durazno, capital del departamento homónimo, situado en el centro de Uruguay.

## Organización
La base aérea es la sede de la Brigada Aérea II de la Fuerza Aérea Uruguaya, la cual alberga unidades como el Escuadrón Aéreo N.º 2 (Caza), el Escuadrón de Vuelo Avanzado o la Escuadrilla de Enlace, siendo todas estas unidades de vuelo activas, volando con aeronaves A-37B, PC-7U, U-206H y UB-58. Como parte de ella también operó el Escuadrón Aéreo N.º 1 (Ataque) que estuvo equipado con IA-58A, y que fue desactivado en 2017.